# 셰러드 브라운
셰러드 캠벨 브라운(영어: Sherrod Campbell Brown, 1952년 11월 9일 ~ )은 미국 민주당 소속의 정치인이다. 2007년 현 오하이오주 하원의원으로 재직중이며 오하이오주 주무장관을 지냈다.

## 역대 선거 결과
| 선거명      | 직책명                         | 대수  | 정당   | 득표율 | 득표수      | 결과 | 당락                     |
| ----------- | ------------------------------ | ----- | ------ | ------ | ----------- | ---- | ------------------------ |
| 1982년 선거 | 오하이오 주무장관              | 46대  | 민주당 | 53.60% | 1,739,602표 | 1위  | 오하이오주 주무장관 당선 |
| 1986년 선거 | 오하이오 주무장관              | 46대  | 민주당 | 59.72% | 1,805,833표 | 1위  | 오하이오주 주무장관 당선 |
| 1990년 선거 | 오하이오 주무장관              | 47대  | 민주당 | 46.99% | 1,604,058표 | 2위  | 낙선                     |
| 1992년 선거 | 하원의원 (오하이오 제13선거구) | 103대 | 민주당 | 53.31% | 134,486표   | 1위  | 오하이오주 하원의원 당선 |
| 1994년 선거 | 하원의원 (오하이오 제13선거구) | 104대 | 민주당 | 49.08% | 93,147표    | 1위  | 오하이오주 하원의원 당선 |
| 1996년 선거 | 하원의원 (오하이오 제13선거구) | 105대 | 민주당 | 60.81% | 148,690표   | 1위  | 오하이오주 하원의원 당선 |
| 1998년 선거 | 하원의원 (오하이오 제13선거구) | 106대 | 민주당 | 61.55% | 116,309표   | 1위  | 오하이오주 하원의원 당선 |
| 2000년 선거 | 하원의원 (오하이오 제13선거구) | 107대 | 민주당 | 64.59% | 170,058표   | 1위  | 오하이오주 하원의원 당선 |
| 2002년 선거 | 하원의원 (오하이오 제13선거구) | 108대 | 민주당 | 68.97% | 123,025표   | 1위  | 오하이오주 하원의원 당선 |
| 2004년 선거 | 하원의원 (오하이오 제13선거구) | 109대 | 민주당 | 67.43% | 201,004표   | 1위  | 오하이오주 하원의원 당선 |
| 2006년 선거 | 상원의원 (오하이오 제1부)      | 110대 | 민주당 | 56.17% | 2,257,485표 | 1위  | 오하이오주 상원의원 당선 |
| 2012년 선거 | 상원의원 (오하이오 제1부)      | 113대 | 민주당 | 50.70% | 2,762,690표 | 1위  | 오하이오주 상원의원 당선 |
| 2018년 선거 | 상원의원 (오하이오 제1부)      | 116대 | 민주당 | 53.41% | 2,355,923표 | 1위  | 오하이오주 상원의원 당선 |
| 2024년 선거 | 상원의원 (오하이오 제1부)      | 119대 | 민주당 | 46.47% | 2,650,949표 | 2위  | 낙선                     |